# ストリート・ビート
『ストリート・ビート』（Street Beat）は、トム・スコットが1979年に発表したスタジオ・アルバム。スコットの母国アメリカでは、総合チャートのBillboard 200で162位、『ビルボード』誌のジャズ・アルバム・チャートでは7位に達した。1999年に初めてCD化された。

## 背景
スタジオ・ミュージシャンとして多くのアーティストの作品に参加してきたジェフ・ポーカロ（当時はTOTOのメンバーとしても活動していた）とニール・スチューベンハウスが、収録曲の大半のリズム・セクションを務めた。収録曲「カー・ウォーズ」は、1979年公開のアメリカ映画『Americathon』のサウンドトラックで使用されており、この曲には後にイエロージャケッツのメンバーとして活動するラッセル・フェランテとジミー・ハスリップが参加した。
収録曲のほとんどはインストゥルメンタルだが、「グリード」と「ギヴ・ミー・ユア・ラヴ」の2曲は、ボーカリストも加えた編成となっている。

## 収録曲
特記なき楽曲はトム・スコット作。
1. ストリート・ビート - "Street Beat" - 5:17
2. グリード - "Greed" (Tom Scott, Dennis Tufano) - 4:41
3. カム・クローサー・ベイビー - "Come Closer, Baby" - 5:24
4. ヘッディング・ホーム - "Heading Home" - 5:16
5. カー・ウォーズ - "Car Wars" - 4:09
6. ウィ・キャン・フライ - "We Can Fly" - 4:54
7. ギヴ・ミー・ユア・ラヴ - "Give Me Your Love" (T. Scott, J. Marotta) - 5:35
8. シェイクダウン - "The Shakedown" - 5:57

## 録音メンバー
- トム・スコット - サックス、リリコン
- カルロス・リオス - ギター (on 1. 3. 4. 5. 7. 8.)
- ヒュー・マクラッケン - ギター (on 2.)
- バジー・フェイトン - ギター (on 6.)
- アイラ・ニューボーン - ギター (on 6.)
- ジェリー・ピーターズ - キーボード (on 1. 2. 3. 6.)
- ドン・グルーシン - キーボード (on 4. 7. 8.)
- ラッセル・フェランテ - キーボード (on 5.)
- ニール・スチューベンハウス - ベース (on 1. 2. 3. 4. 6. 7. 8.)
- ジミー・ハスリップ - ベース (on 5.)
- ジェフ・ポーカロ - ドラムス (on 1. 2. 3. 4. 7. 8.)
- ロン・アストン - ドラムス (on 5.)
- リック・マロッタ - ドラムス (on 6.)
- ラルフ・マクドナルド - パーカッション
- デニス・トゥファノ - ボーカル (on 2.)
- ステファニー・スプルーイル - ボーカル (on 7.)
- ジム・ホーン - サックス
- チャック・フィンドレー - トランペット、フリューゲルホルン
- スライド・ハイド - トランペット、トロンボーン
- モーガン・エイムス - バッキング・ボーカル
- マキシン・アンダーソン - バッキング・ボーカル
- マキシン・ディクソン - バッキング・ボーカル
- ポーレット・ マクウィリアムズ - バッキング・ボーカル
- カルメン・トゥイリー - バッキング・ボーカル